# Ruta de Rhode Island 120
La Ruta de Rhode Island 120, y abreviada R.I. 120 (en inglés: Rhode Island Route 120) es una carretera estatal estadounidense ubicada en el estado de Rhode Island. La carretera inicia en el Oeste desde la  Ruta 122     en Cumberland hacia el Este en la  Ruta 120     en North Attleboro. La carretera tiene una longitud de 6,8 km (4.2 mi).

## Mantenimiento
Al igual que las autopistas interestatales, y las rutas federales y el resto de carreteras estatales, la Ruta de Rhode Island 120 es administrada y mantenida por el Departamento de Transporte de Rhode Island por sus siglas en inglés RIDOT.

## Cruces
La Ruta de Rhode Island 120 es atravesada principalmente por la  Ruta 114     en Cumberland.